# Zoológico de San Antonio
El Zoológico de San Antonio o el Acuario y jardín zoológico de San Antonio (en inglés: San Antonio Zoo o San Antonio Zoo and Aquarium) es un parque acreditado en la Asociación de Zoológicos y Acuarios en el centro de la ciudad de San Antonio, en Texas, Estados Unidos. El zoológico ocupa 14 ha y cuenta con una colección de más de 3.500 animales que representan 750 especies. La asistencia anual del zoológico supera el millón de personas.
El Acuario de Richard Friedrich (Richard Friedrich Aquarium ) se inauguró solo hasta 1948.
Lo que ahora se conoce como el zoológico de San Antonio comenzó en 1914 cuando el coronel George W. Brackenridge, uno de los "notables" de la ciudad, agrupó bisontes, ciervos, monos, leones y osos en tierras que le había traspasado a la ciudad. La tierra se convirtió en el parque y campo de golf de Brackenridge. El zoológico sería abierto en 1929. Hay un Paraje Natural para los niños donde podrán explorar y descubrir.